# Pao Tchung
Pao Tchung (čínsky 鮑彤, pchin-jinem Bào Tóng; 5. listopadu 1932, Chaj-ning – 9. listopadu 2022) byl čínský spisovatel, novinář, politik a politický aktivista. Byl ředitelem Ústřední kanceláře pro výzkum politiky (Research Office Central Policy) v rámci Ústředního výboru Komunistické strany Číny a vedoucí kanceláře Čao C’-janga, čínského premiéra v letech 1980 až 1987 a generálního tajemníka ÚV KSČ v letech 1987 až 1989. Byl také znám pro svou podporu tržní reformy a otevření Číny pod vedením Teng Siao-pchinga.
Po zásahu na Náměstí nebeského klidu byl zatčen, odsouzen k odnětí svobody a i po vypršení trestu je držen v domácím vězení.

## Životopis

### Mládí a vstup do komunistické strany
Pao se narodil v Chaj-ningu v provincii Če-ťiang, avšak dětství strávil v Šanghaji. Už na druhém stupni základní školy vstoupil do KS Číny a později do Oddělení Ústředního výboru KS pro východní Čínu. Postupně si budoval postavení v rámci KS Číny a v roce 1964 se stal součástí vedení Výzkumné kanceláře ústředního organizačního oddělení.

### Kulturní revoluce a politická kariéra
Během kulturní revoluce byl umístěn do pracovního tábora, kde zůstal až do roku 1978, kdy byl rehabilitován a jmenován do vedení výboru pro vědu a technologii. Od 80. let sloužil jako tajemník Čao C’-janga. V roce 1987 byl zvolen do ÚV KS Číny a stal se ředitelem výboru pro přípravu reforem politického systému ÚV KS Číny. Na XIII. sjezdu Komunistické strany Číny obhajoval tržní reformy. V období od listopadu 1987 do května 1989 byl politickým tajemníkem Stálého výboru Politbyra.

### Konec politické kariéry
Pao Tchung, stejně jako Čao C’-jang, podporoval studentské hnutí. Dne 28. května 1989 byl zatčen v Pekingu. Čao C’-jang musel rezignovat na funkci generálního tajemníka ÚV KSČ a až do konce svého života byl držen v domácím vězení. Pao Tchung byl blízkým spolupracovníkem Čao C’-janga, autorem jeho projevů a esejí podporujících demokratický a právní přístup ke studentskému hnutí. I on byl obviněn z prozrazení státních tajemství a kontrarevoluční propagandy a odsouzen k sedmi letům odnětí svobody. Ty strávil ve vězení Čchin-čcheng. Také mu byla odňata politická práva na dva roky.

### Pozdější život

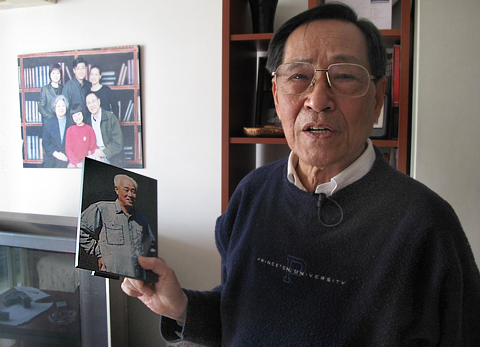
Pao Tchung v roce 2013

Dne 27. května 1996 mu skončil trest odnětí svobody, místo toho byl však další rok držen ve vládním komplexu v Xishanu, dokud jeho rodina nesouhlasila s přestěhováním do přiděleného bytu. Ten měl permanentně hlídanou bránu a byly zde nainstalovány hlídací kamery. Telefon v bytě byl odposloucháván, návštěvníci podrobováni kontrole a Pao Tchung byl sledován, kdykoliv opustil byt. Ačkoli se přestěhoval do jiného bytu v Pekingu, systém sledování a omezování jeho telefonních hovorů, návštěvníků a pohybu jej následoval i do nového domova.
Pao Tchung se snažil o vrácení občanských a politických práv Čao C’-janga od roku 1998 do Čaovy smrti. Byl autorem jeho monografie, která vyšla v květnu 2009 na základě audionahrávek, které Čao tajně nahrál ve svém domácím vězení a které byly nalezeny po jeho smrti roku 2005. Pao Tchung pokračuje v psaní kritik vlády a její politiky. Na dálku podporuje demokratické hnutí v Hongkongu a ve svých textech vyjadřuje potřebu politických reforem v Čínské lidové republice. Byl signatářem Charty 08 a požadoval propuštění Liou Siao-poa, autora manifestu, který byl zatčen v prosinci 2008.
Dne 19. ledna 2005 uvedl list The Washington Post, že Pao Tchung a jeho žena byli zraněni při pokusu opustit domov kvůli vyjádření úcty k nedávno zemřelému Čao C’-jangovi (zemřel dva dny předtím). Autority jim odmítli přivolat pomoc, dokud bude mít Pao na vestě připnutou bílou růži (tradiční znak smutku). Odmítl. Jeho žena byla policistou shozena na zem a byla jí zlomena kost v páteři, kvůli čemuž musela být na tři měsíce hospitalizována.
V lednu 2007 agentura Reuters vyzkoušela uvolňující předpisy nové vlády, které povolovaly návštěvy zahraničních médií v domě Pao Tchung. Novináři uspěli. Údajně s ním vedli rozhovor o olympijských hrách v Pekingu. Od té doby několik zahraničních reportérů učinilo totéž. Stráže se někdy pokoušejí zastrašit nebo odmítnout návštěvu, ale zjevně umožňují vstup většiny zahraničních reportérů, pokud jsou předem dohodnuti. Čínští reportéři však nejsou do uvolnění předpisů zahrnuti.
Pao Tchung byl aktivním komentátorem politického dění v Čínské lidové republice a jeho příspěvky se objevují například na internetových stránkách Rádia Free Asia, zpravodajském serveru China Digital Times, či serveru Boxun. Používá také sociální síť Twitter.

## Rodina
Se svou manželkou Ťiang Cung-cchao měl dvě děti. Dceru Pao Ťien a syna Pao Pchu. Také měl nevlastní dceru Že-ne-e Čch’-ang. Pao Pchu žije v Hongkongu a spolu se svou nevlastní sestrou vydal knihu Journey of Reform (Cesta k reformám) a spolu s Adi Ignatius přeložil do angličtiny memoáry Čao C’-janga pod názvem Prisoner of the State: The Secret Journal of Premier Zhao Ziyang (Vězeň státu: Tajný deník premiéra Čao C’-janga).